# NBA Live 99
NBA Live 99 är ett basketspel i NBA Live-serien. Spelomslaget pryds av Antoine Walker, som då spelade för Boston Celtics.  Spelet utvecklades av EA Sports och släpptes 1998. Matcherna presenteras av Don Poier. Spelet var det första i serien till Nintendo 64.

### Fotnoter
1. ↑  ”Best NBA Live Collection” (på engelska). Brothersoft. Arkiverad från originalet den 20 maj 2014. https://web.archive.org/web/20140520220244/http://www.brothersoft.com/topics/games/a-retrospective-of-nba-live-series.html. Läst 20 maj 2014.